# NGC 6435
NGC 6435 is een compact sterrenstelsel in het sterrenbeeld Draak. Het hemelobject werd op 15 juni 1887 ontdekt door de Amerikaanse astronoom Lewis A. Swift.

## Synoniemen
- UGC 10947
- MCG 10-25-80
- ZWG 300.58
- PGC 60667